# Рача-Лечхуми и Долна Сванетия
Рача-Лечхуми и Долна Сванетия или Рача-Лечхуми и Квемо Сванети (на грузински: რაჭა-ლეჩხუმი და ქვემო სვანეთი) е една от 12-те историко-географски области (региони) на Грузия. Площ 4568 km² (9-о място по големина в Грузия, 6,56% от нейната площ). Население на 1 януари 2018 г. 30 200 души (най-малкият регион по население в Грузия, 0,76% от нейното население). Административен център град Амбролаури. Разстояние от Тбилиси до Амбролаури 317 km.

## Историческа справка
Дълго време историята на съставните части на региона – Рача-Лечхуми и Долна Сванетия се е развивала отделно. Към началото на 19 век Долна Сванетия влизала в състава на княжество Мегрелия (за разлика от фактически независимото население на Горна Сванетия), Рача-Лечхуми – в състава на Имеретинското царство. Двете заедно влизат в състава на Русия съответно през 1803 и 1804 г. През 1840 г. Рача-Лечхуми влиза в състава на Грузино-Имеретинската губерния, а Долна Сванетия остава в пределите на административно отделното Мегрелско княжество. През 1846 г. когато Грузино-Имеретинската губерния е разформирована, двете исторически области попадат в състава на Кутаиска губерния. След няколко реформи и закриването на Княжество Мегрелия през 1867 г. територията на края през 1886 г. се преобразува в два уезда на Кутаиска губерния – Лечхумски (включващ Долна Сванетия) и Рачински с център в град Они.
Най-старият град в областта е Они, признат за такъв през 1846 г. Останалите два града Амбролаури и Цагери са обявени за градове съответно през 1966 г. и 1968 г.

## Географска характеристика
Историко-географската област Рача-Лечхуми и Долна Сванетия се намира в северната част на Грузия. На север граничи с Република Кабардино-Балкария на Русия, на югоизток – с Вътрешна Картли, на юг – с Имеретия и на запад и северозапад – с Мегрелия-Горна Сванетия. В тези си граници заема площ от 4568 km² (9-о място по големина в Грузия, 6,56% от нейната площ). Дължина от запад на изток 125 km, ширина от север на юг 65 km. Източната част на региона (част от Онския район) е под контрола на самопровъзгласилата се за независима република Южна Осетия.
Релефът на областта е планински. На североизток, по границата с Русия се издига Главния и т.н. Вододел хребет с максимална височина граничният връх Лабода 4313 m (42°52′24″ с. ш. 43°28′40″ и. д. / 42.873333° с. ш. 43.477778° и. д.). От Главния хребет почти по паралела се разклоняват планинските хребети Сванетски (по границата с Мегрелия-Горна Сванетия, връх Лайла-Лехели 4008 m), а южно от него – Лечхумския хребет (Самерцхле 3584 m). Между двата хребета се разполага дълбоката долина на река Цхенисцкали (десен приток на Риони). Западно от завоя на реката, по границата Мегрелия-Горна Сванетия се простира Егриския хребет. По цялото протежение на областта, от изток на запад протича горното течение на река Риони. Нейната дълбока долина е разположена между Лечхумския хребет на север и Рачинския хребет на юг.

## Население
На 1 януари 2018 г. населението на Рача-Лечхуми и Долна Сванетия е наброявало 30 200 души (най-малкият по население регион в Грузия, 0,76% от нейното население). Гъстота 6,61 души/km².

## Административно-териториално деление
В административно-териториално отношение регионът Рача-Лечхуми и Долна Сванетия се дели на 4 административни района (общини), 3 града с районно подчинение и 2 селища от градски тип.
| Административна единица        | Площ (km²) | Население (2018 г.) | Административен център | Население (2018 г.) | Разстояние до Амбролаури (в km) | Други градове и сгт с районно подчинение |
| ------------------------------ | ---------- | ------------------- | ---------------------- | ------------------- | ------------------------------- | ---------------------------------------- |
| Административен район (община) |            |                     |                        |                     |                                 |                                          |
| 1. Амбролаурски                | 1142       | 10 745              | гр. Амбролаури         | 2047                | -                               | Хариствала                               |
| 2. Лентехски                   | 1344       | 4231                | сгт Лентехи            | 947                 | 71                              |                                          |
| 3. Онски                       | 1326       | 5883                | гр. Они                | 2656                | 34                              |                                          |
| 4. Цагерски                    | 755        | 9387                | гр. Цагери             | 1320                | 50                              |                                          |

Забележки
- сгт Хариствала след катастрофалното земетресение няма население
- Към 1 януари 2019 г. източната част на Онски район е под контрола на самопровъзгласилата се за независима република Южна Осетия.